# 韩国的气候变化

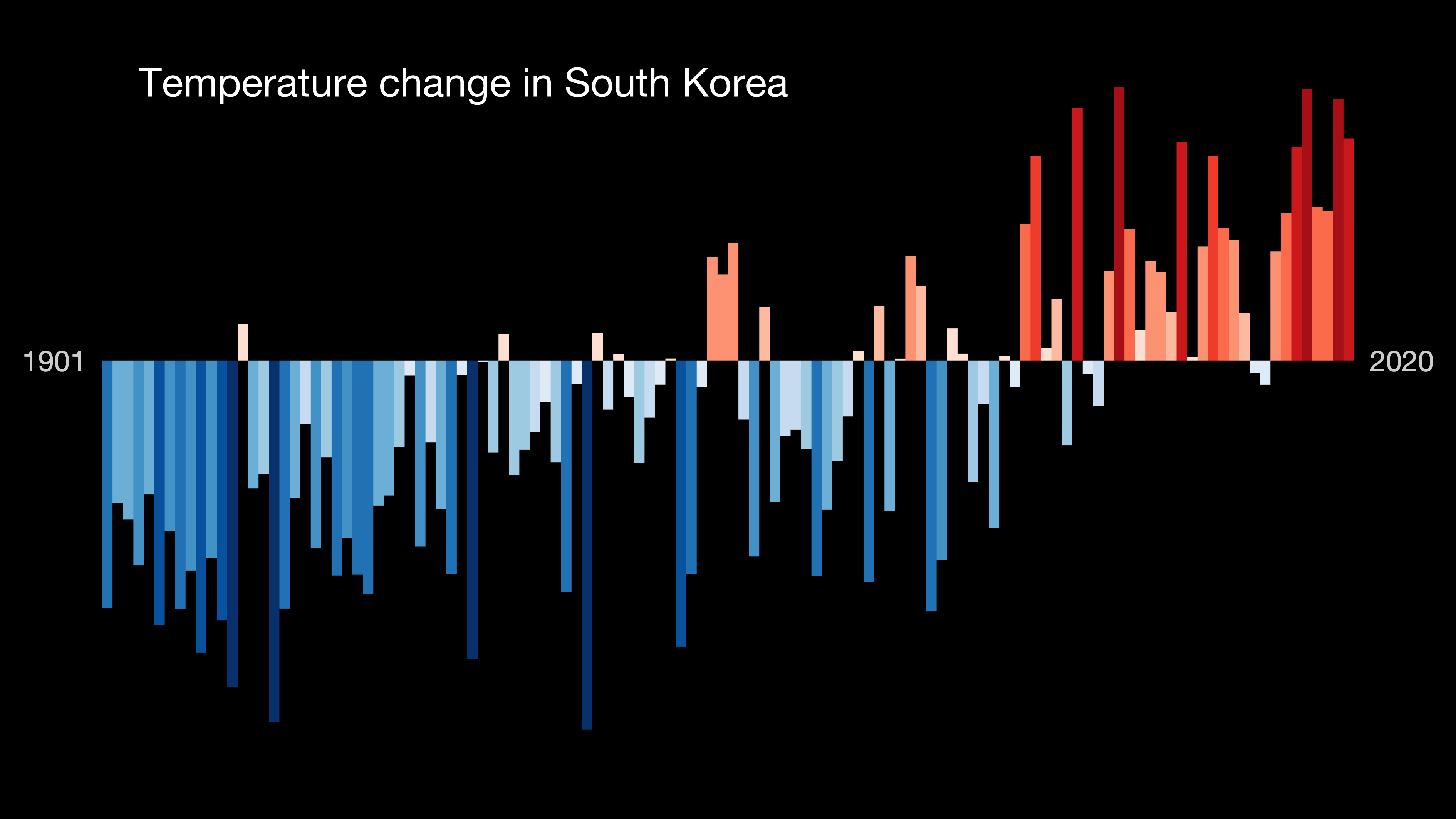
1901 年至 2020 年韩国气温异常的可视化。

气候变化导致韩国出现极端天气事件，影响社会、经济、工业、文化和许多其他领域。韩国的气候参数正在发生变化。这些参数包括年气温、降雨量和降水量。
韩国最明显的气候变化是四季气温波动幅度的扩大，创纪录的最低气温日数迅速减少，夏季最大降水量增加，新型强天气灾害发生可能性增加，凸显出气候变化的严重性和紧迫性。为迅速适应气候变化，韩国政府开始努力减少温室气体排放，距离建设低碳社会经济国家又近了一步。
工业化和人口增长产生了各种污染物和温室气体，这些都是气候变化的人为因素。2017 年，韩国是世界第七大碳排放国，人均碳排放排名第五。

## 温室气体排放

韩国温室气体排放量（特别是CO2）（1900~2023）

温室气体排放总量（以千吨二氧化碳当量表示）包括不包括短周期生物质燃烧（如森林火灾、燃烧后腐烂、泥炭火灾和排干泥炭地的腐烂）的二氧化碳总量、所有人为甲烷源、一氧化二氮源和氟化气体（氢氟碳化物、全氟碳化物和六氟化硫）的二氧化碳总量。由于工业和经济的发展，韩国的温室气体排放量从 1970 年代开始急剧增加。2016 年为 694,479.99，比 2015 年增加了 1.58%。2017 年和 2018 年的气体排放量分别为 708,429.99 和 715,500.00，分别比去年增加了 1.98% 和 1%。 2019 年排放量为 698,460.02，比 2018 年下降了 2.38%。（二氧化碳不仅来自农业废弃物燃烧和草原燃烧等生物质燃烧，还包括其他物质燃烧）

韩国是世界上人均二氧化碳排放量最高的国家之一。

2019 年排放了7 亿吨温室气体。 温室气体排放量在 2020 年下降 6.5% 之后，又增加了 3.5%。截至 2021 年，韩国正在资助海外煤电建设。
韩国是全球第九大二氧化碳排放国。据估计，唐津发电站是 2018 年二氧化碳排放量第三大的燃煤电厂，排放量达 3,400 万吨，相对排放量估计为每千瓦时1.5 千克。
|                                                  | 2010  | 2011  | 2012  | 2013  | 2014  | 2015  |
| ------------------------------------------------ | ----- | ----- | ----- | ----- | ----- | ----- |
| 排放总量（百万吨CO2当量）                        | 656.1 | 684.8 | 688.0 | 697.3 | 692.1 | 692.6 |
| 活力                                             | 565.7 | 594.7 | 596.0 | 604.5 | 596.9 | 600.3 |
| 行业流程                                         | 53.0  | 53.0  | 54.4  | 55.1  | 57.9  | 54.5  |
| 农业                                             | 22.1  | 21.1  | 21.5  | 21.3  | 21.4  | 21.0  |
| 浪费                                             | 15.4  | 16.0  | 16.1  | 16.4  | 15.8  | 16.9  |
| 温室气体排放量与 GDP 之比（吨二氧化碳当量/十亿） | 459.9 | 462.9 | 454.2 | 446.2 | 429.1 | 417.7 |
| 每人温室气体排放量                               | 13.2  | 13.7  | 13.7  | 13.8  | 13.6  | 13.6  |

## 对自然环境的影响

### 降水增加

1980–2016 年韩国柯本气候分类图

2071–2100 年气候变化最严重情景下的地图。目前认为，中等情景更有可能出现

韩国首都首尔拥有 228 年的降水记录，始于传统的正古仪雨量计，它是世界上使用仪器连续收集降雨时间最长的仪器。每日降水记录提供了高分辨率数据集，可用于检测极端天气事件的奇点和数十年的降水变化。1778 年至 1907 年期间，人们使用正古仪测量降水，现代观测设备于 1908 年以来不断发展并使用。将正古仪时期与现代时期进行比较，可以发现现代时期的平均降雨率显著增加。例如，正古仪时期夏季降水量的统计数据为 861.8 毫米，而现代时期的平均降水量为 946.5 毫米。
由于 1912 年至 2017 年夏季降雨量以 11.6 毫米/10 年的速度增加 ，强降雨和暴雨事件的频率增加，半岛南部发生暴雨的风险远高于朝鲜半岛中部地区。夏季，大量进入半岛南部（南海岸、济州岛）的水蒸气流入黄海，造成暴雨频率较高。另一方面，东海岸的暴雨频率较低。此外，夏季局部强降雨也与台风数量有关，自 1970 年代中期和 1990 年代中期以来，可以观察到影响韩国的台风频率明显增加的趋势，这导致局部强降雨增多。 1小时峰值降水量50毫米以上的局部强降水事件发生频率从平均每年2.4次（1973～1982年）增加到平均每年5.7次（2013～2022年）。
然而，尽管长期来看夏季降水总体呈增多趋势，但自2010年代中期以来的降水模式与以往有所不同。近年来，出现了一系列夏季降水量异常低的年份。2015年，年降水量是有记录以来第三低的年份，2016年和2017年，8月和6月降水量分别为有记录以来最低和第三低。此外，2018年的“昌马”期是有记录以来第二短的时期。

### 降水变化
热带雨带“昌马锋”是在孟加拉湾和西北太平洋形成的，是东亚季风的一个子系统。“昌马锋”的北移受到副热带高压脊发展的影响。在韩国，这种向北移动的准静止锋面被称为“昌马”，是韩国主要的降水期。“昌马锋”大约需要4到5周才能穿过朝鲜半岛。这种缓慢的运动导致每年的6月下旬和7月整个朝鲜半岛都会出现大量但稳定的夏季降雨。然而，近年来，自21世纪以来，“昌马”降水开始和结束的时间都趋于推迟，在“昌马”期后的8月初会出现第二次降水峰值。尤其自2010年代以来，“昌马”期降雨量持续减少，而每小时30毫米以上的局部强降雨量则不断增多。此外，受气候变化影响，未来“昌马”期降水量预计将有所增加，且强度将进一步增强。具体而言，预计“昌马”期降水量在近期（2020-2039年）将增加高达5%，到21世纪末（2080-2099年）将增加高达25%。
还有另一种“昌马”类型，有时也称为“秋昌马”。当然，这不是韩国气象局的官方术语。但是，这种“秋昌马”是由于最近的气候变化而产生的。 “秋昌马”通常开始于 8 月底到 9 月初。当向中国方向移动的“昌马锋”与西伯利亚高压相撞并经过朝鲜半岛时，就会发生这种情况。“秋昌马”期间的降雨量和降雨天数通常低于初夏锋面北移时的情况。降雨量每年也非常不稳定。但是，有时也会发生倾盆大雨和热带气旋（台风），对成熟的农作物造成破坏。

### 温度升高
位于安眠岛的韩国全球大气监测中心自 1999 年以来一直在监测二氧化碳 (CO 2 )、甲烷 (  CH₄ )、一氧化二氮(N 2 O) 和氯氟烃(CFC-11 和 CFC-12) 等主要温室气体 (GHG)。安眠岛站位于相对无污染的环境中，是观测包括朝鲜半岛在内的东北亚背景大气的理想地点。
在这些温室气体中，二氧化碳对气候因素的诸多方面的影响最大。安眠岛的二氧化碳浓度明显高于全球平均水平；2018 年的平均二氧化碳浓度为 415.2 ppm。与1999年安眠岛首次观测到二氧化碳浓度时的年平均值 371.2 ppm 相比，增加了 44 ppm（6.7%） 。比世界气象组织记录的同一年全球平均值 407.8 ppm 高 7.4 ppm 。十年间（2008～2018）二氧化碳的年增长率为 2.4 ppm/年，高于全球平均水平的 2.2 ppm/年。
甲烷是朝鲜半岛大气中的另一种主要温室气体，其大气浓度在 2008 年至 2018 年的十年间也明显增加。2018 年在安眠岛观测到的甲烷年平均浓度为 1974 ppb，比全球平均值高 115 ppb，比北半球冒纳罗亚火山的平均值 1874 ppb 高 100 ppb。2018 年安眠岛的甲烷浓度比 1999 年首次开始观测时高 113 ppb。
在过去几十年的工业化时代（第二次工业革命）中，人们一直在燃烧化石燃料（煤炭、石油、汽油、天然气）。这会向大气中释放二氧化碳，从而加剧温室效应。 由于工业化，城市和农村地区的温度形成了鲜明的对比。韩国十个气象站观测到的平均气温数据变化显示，年平均气温以每十年 0.52°C 的速度上升。在过去的 29 年里，首尔站（位于城市地区）的年平均气温上升了 1.5°C，农村和海滨站的年平均气温上升了 0.6°C。这些变化率的差异在城市地区要大得多。
韩国正在经历快速的气温上升。东亚地区每日最高和最低气温很可能上升。严重的极端暖事件增多，但严重的极端冷事件减少。这些平均气温上升，特别是 1950 年代后的气温上升速度是 1950 年代之前的 1.5 倍。在没有温室气体减排努力的情况下（RCP8.5情景），预计 2071 年至 2100 年间，冬季将比最近十年（2009-2018 年）缩短约 40 天，夏季将延长约 40 天。当比较 20 世纪和 21 世纪的平均气温时，显示温度上升了 4°C。韩国年平均气温为10~15℃，这意味着未来气候变暖将导致朝鲜半岛亚热带气候区扩大，平均气温超过27℃。目前的亚热带区位于朝鲜半岛的下海边，但随着气温加速上升，亚热带区将向北迁移。因此，到2100年，亚热带区预计将扩大到太白山脉的北端。

### 极端天气事件

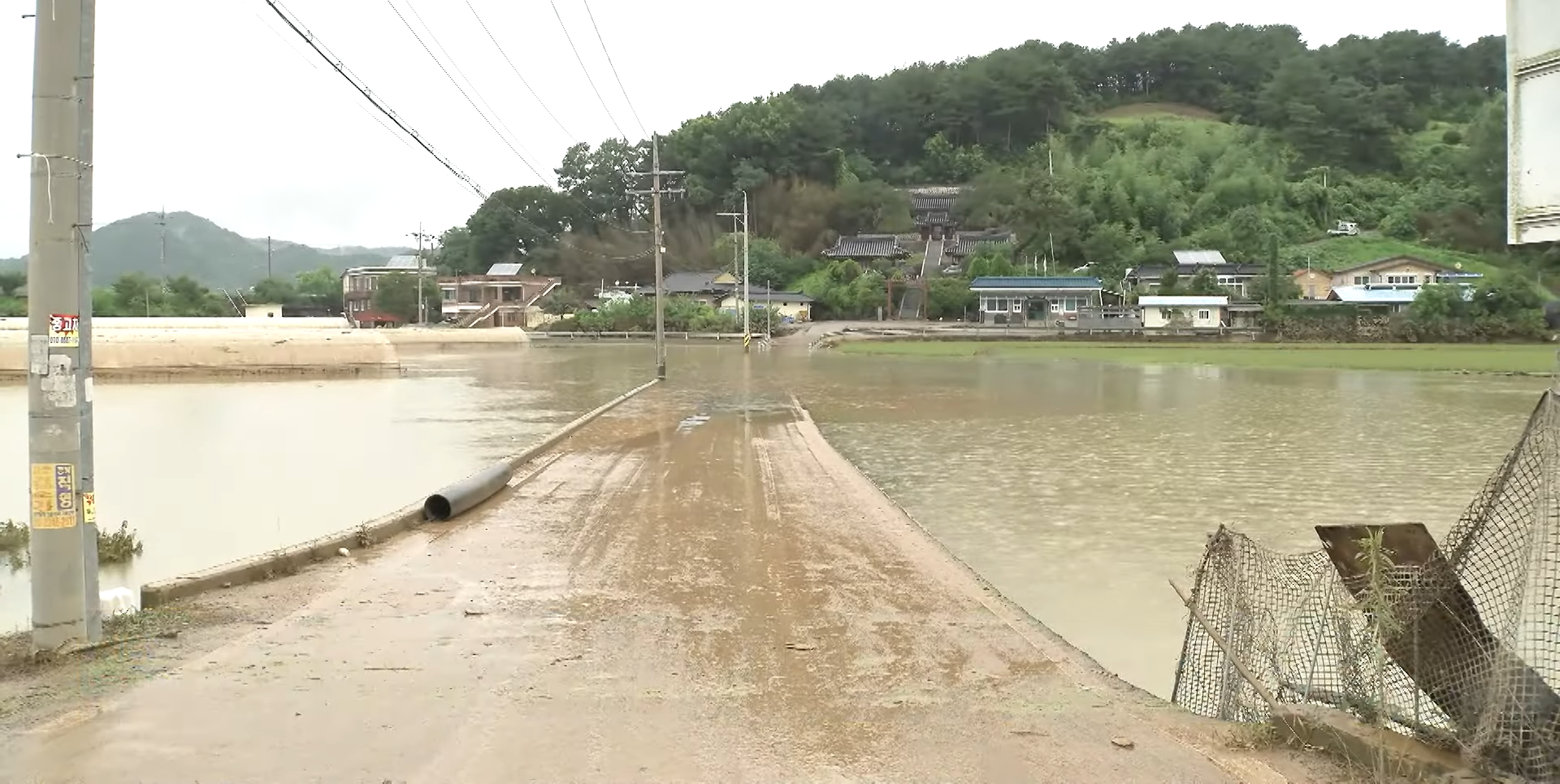
2023年韩国洪水

和其他国家一样，韩国也无法逃避气候变化的影响。近几十年来，洪水和台风的频率增加，造成的损失也十分严重。自然灾害造成的财产损失和生命损失是气候变化的典型影响。因此，减少自然灾害是各国应对气候变化的目标之一。洪水、台风或飓风频率的增加导致大规模自然灾害的数量稳步增加。韩国也不例外。洪水和台风造成的损失尤其严重。尽管威胁日益严重，但受自然灾害（尤其是台风）影响的脆弱性已经降低，这可能是由于防灾措施的改进、建筑规范的改变、工业结构和土地利用等多种因素造成的。

##### 台风
每年西北太平洋上大约有25个台风发生，平均有3至4个台风直接或间接影响朝鲜半岛。如果将1977年至2012年影响朝鲜半岛的台风分为两个时期，则可见近期台风发生频率和强度有所增加，且台风发生点西移、转向位置北移。这与朝鲜半岛周边地区垂直风切变减弱、西北太平洋高压西移、朝鲜半岛周边海温上升等有关。

##### 热浪
韩国气象局的酷热标准定义为每日最高气温达到 33 ℃ 或以上且持续两天以上的情况。2010 年代以来，全球平均气温加速上升，导致全球热浪的频率和强度不断增加。韩国近年来也频繁出现热浪，2013 年、2016 年和 2018 年均是如此。此外，热浪强度不断增加，2018 年洪川的日最高气温达 41 ℃，首尔的日最低气温为 30.3 ℃，创下了最高纪录。热浪主要发生在内陆的庆尚道和全罗道。在天气变量中，热浪与云量的相关性比与降水量的相关性更大。整个夏季，云量和热浪之间存在负相关性。最近，人们积极研究热浪的当地和全球成因。然而，为了有效预测热浪何时、何地、持续多长时间和强度，需要更详细地研究热浪发生和维持的机制。

##### 干旱
干旱是给农业、林业、畜牧业等国民经济和人民生活造成巨大损失的气象灾害之一。由于韩国年降水量大多集中在夏季，因此在降水相对不足的冬春季节，干旱频发。1980年至2015年，通过对朝鲜半岛55个地点的降水观测，计算了SPI-12（根据12个月累积降水量计算出的干旱指数）并计算了变化率，结果证实韩国东北部沿海地区的干旱严重程度在统计上显著增加。同时还证实了冬末、春初和初秋干旱发生的频率增加，夏季干旱发生的频率减少。由于近来气候变化迅速，夏季降水量增加，但除夏季外，降水量没有变化或减少，而气温不仅在夏季，而且在整个季节都在升高。因此，由于降水减少，气温升高导致空气湿度需求增加，夏季以外的季节干旱风险可能会增加。特别是在全国出现高温现象的2018年7月至8月，由于高温现象导致地面蒸发增加，出现了干旱。 

##### 亚洲尘埃
黄沙尘是指中国、蒙古等中亚的沙漠、黄土地区，细小的沙尘或黄土随高空风向远处飘散的现象。这些悬浮在空气中的微粒不仅被输送到俄罗斯、韩国、日本，有时甚至会飘到美国东部，造成严重的健康问题。黄沙尘主要在春季影响韩国。然而，最近，气候变化导致黄沙尘现象发生了变化。随着气候变化导致气温升高，戈壁滩和内蒙古高原的积雪减少，风吹时更容易形成黄沙尘，沙尘暴也更频繁地发生。因此，黄沙尘形成的时间和频率增加，秋冬季黄沙尘发生率增加。

#### 海平面上升
朝鲜半岛周边海域，过去40年来海平面上升了约10厘米，每年的上升速度为2.9毫米，略高于全球平均水平。按地区划分，济州岛附近地区最高，上升了4.44毫米，其中东海岸上升3.70毫米，南海岸上升2.41毫米，西海岸上升2.07毫米。根据RCP 2.6/4.5/6.0/8.5情景，预计21世纪末韩国平均海平面将分别上升37.8、48.1、47.7和65.0厘米。特别是在所有情景下，预计南部沿海地区的海平面上升程度将高于其他地区，而西部沿海地区的海平面上升程度预计将低于其他地区。
受海平面上升影响的生态系统是沿海生态系统。海岸作为陆地和海洋的边界，拥有独特的生态系统，栖息着各种各样的物种，保持着高生产力，发挥着重要的生物学功能。然而，由于海岸直接受到海平面上升的影响，因此很容易受到气候变化的影响，这是气候变化最直接的变化，例如侵蚀和洪水风险增加。尤其是韩国三面环海，气候变化和海平面上升将对沿海生态系统造成巨大破坏。

## 对人的影响
由于气候变暖，地球温度比工业化前上升了近1摄氏度。我们已经感受到气候变化的影响。热浪将更频繁、更持久地出现，各个地区的天气异常将更强烈、更频繁地出现。全球海平面和水温将上升，酸化将持续下去。这种现象仍然对人类生活产生巨大影响，并将继续下去。 IPCC 预测全球变暖导致极端天气更加频繁。

IPCC：全球变暖导致极端天气更加频繁

科学研究气候变化的国际组织政府间气候变化专门委员会（IPCC）在2018年10月明确表示气候变化是亟待解决的问题。IPCC警告称，为防止气候变化灾难，全球平均气温与工业化前相比上升幅度不应超过1.5摄氏度。
气候变化对人类福祉和环境产生巨大影响。它威胁着人类的生存，同时对生命、健康、食物、水、住房和生计的权利产生不利影响。气候变化会影响生命、健康、住房、水和卫生设施、心理健康、经济现在和未来。

### 日常生活
我们所有人都有权享受尽可能高水平的身心健康。根据IPCC的说法，气候变化增加了因热浪和火灾而受伤、患病和死亡的风险。此外，由于低收入地区粮食产量下降，疾病通过食物、水和其他媒介传播，它还增加了营养不良的风险。此外，由于气候变化，因自然灾害加剧而遭受冲击的儿童会患上创伤后应激障碍。
气候变化以各种方式威胁着人们的住房权，即他们自己和家人过上适当生活的权利。洪水和森林火灾等严重自然灾害正在摧毁人们的家园并造成人员伤亡。干旱、山体滑坡和洪水会改变自然环境，海平面上升威胁着数百万生活在低洼地区的人们。
气候变化继续影响水资源的质量和数量，从气温上升、海冰和海平面上升可以看出。已有十多亿人处于无法获得清洁水的境地。而且情况还会恶化，这将对卫生和健康产生巨大影响。飓风和洪水等严重自然灾害也会影响水资源以及供水和污水处理设施。它助长了受污染水和水传播疾病的传播。
有些人对气候变化的影响更为敏感。换言之，儿童、慢性病患者、老年人、认知障碍者、孕妇和精神病患者对气候变化较为敏感。
气候变化的影响既有直接影响，也有间接影响，既有短期影响，也有长期影响。其影响可能稍晚才会显现，包括创伤后应激障碍等。它甚至可以传给后代（Cianconi、Betro 和 Janiri，2020 年）。
高温、潮湿、干旱、森林火灾和洪水等极端天气现象影响了心理健康，包括心理障碍，导致患有某些精神疾病的人健康状况恶化。它还增加了精神病住院率和自杀率。
结论是，气候变化不仅可能直接影响心理健康，还可能间接影响心理健康，例如贫困、失业和无家可归。
有研究表明，25%–50%的自然灾害受害者存在心理健康问题。此外，超过54%的成年人和超过45%的儿童受到心理健康的严重威胁，失眠、过敏、吸毒增加和抑郁等症状尤为突出。
这些直接的精神疾病通常会持续存在。在那些隐藏创伤、不寻求帮助的人身上，这种现象更为明显。这会极大地影响他们的心理健康。
心理健康不仅会受到自然灾害的影响，还会受到地球逐渐变化或污染的影响。研究表明，干旱、洪水、海平面上升、环境温度上升和其他气候变化会间接增加心理困扰，包括经济和其他条件带来的压力、社会资本下降和创伤事件。此外，研究还表示，气温升高与因疲劳、袭击、受伤和自杀而死亡的风险增加有关。并且还提出了极端高温与敏感性、攻击性甚至暴力行为增加之间的联系。
当一个人感到不舒服时，发脾气、过敏、身体攻击和暴力的可能性就会增加。
事实上，气温较高的城市和地区比寒冷地区更容易发生暴力犯罪。即使考虑到年龄、种族、贫困和文化等社会文化因素，情况也是如此（Plante and Anderson，2017）。
炎热夏季犯罪和暴力事件增加的趋势表明攻击性行为与温度之间存在联系（Haertzen 等人；Cohen 等人，2004 年）。

### 经济
基础设施和财产损失：飓风、洪水和野火等极端天气事件会损坏建筑物、道路和其他基础设施，造成高昂的修复成本。
在农业方面，温度和降水模式的变化会影响农作物产量，从而影响粮食价格和供应量。
在旅游业中，气候变化会破坏某些旅游目的地的特色并影响旅游业。
对于健康而言，气候变化可能导致与高温有关的疾病增加，以及疟疾和登革热等疾病的传播，给医疗保健系统带来压力
对于水资源，干旱或洪水导致水资源可用性的变化会影响农业和能源生产等各个行业。
在保险方面，随着自然灾害发生的频率和严重程度增加，公司和个人的保险费可能会增加。

## 气候变化的生物效应
正如环境部发布的一份报告所述，由于对观察到的影响的研究在扩大相关性方面受到限制，并且这些研究是基于特定的生态系统和植物物种进行分析的，因此需要对各种物种和研究课题进行长期持续的研究。但关于气候变化对动物生态的影响，已经进行了许多研究。
就植物栖息地而言，从 1970 年到 2013 年，植物的开始时间平均增加了 2.7 天/10 年，叶片脱落时间增加了 1.4 天/10 年。这意味着由于全球变暖，典型生长期已经增加。此外，就植物分布而言，随着海拔高度的升高，亚高山物种等北方植物和稀有特有植物的比例增加，而物种的多样性则有所减少。
据报道，动物分布在北方地区变得更广，其中明显有新的南方物种的流入。这种扩散在全国范围内也得到了明显的体现，例如外来物种，例如绒毛大黄蜂和山东大黄蜂，以及害虫，包括蚊子和蜱虫。
对于未来气候对生态系统影响的模型预测，一些目标物种的开花时间被预测会减少。例如，根据未来气候情景 RCP4.5 和 RCP8.5，估计 2090 年后樱花的开花时间将分别提前 6.3 天和 11.2 天。
此外，通过基于现有分布数据，研究2050年后不同气候情景下栖息地分布与动物丰富度的变化，结果表明，气候变化导致的栖息地减少对濒危物种影响最大。

## 减缓和适应

### 碳交易
据 icap 称，韩国排放交易体系 (K-ETS) 于 2015 年启动，是东亚首个全国性强制性排放体系，该政策涵盖了韩国 74% 的全国温室气体排放。这将有助于在 2050 年实现碳中和，这已纳入 2021 年的“碳中和框架法案”。韩国电力、建筑、废物、运输和国内航空领域的 684 家最大排放企业都纳入 K-ETS 覆盖范围，并且必须拍卖至少 10% 的配额。政府还计划到 2034 年实现 40% 可再生能源的目标，并用液化天然气取代部分煤炭产能。韩国总统文在寅于 2020 年 9 月承诺，韩国将在 2050 年实现零碳排放。 2030 年的目标是比 2017 年的水平减少近四分之一。

### 绿色新政
韩国绿色新政于 2020 年 7 月 14 日宣布。
直接与能源相关的投资将达到 73.4 万亿韩元。韩国人民追求环保基础设施，如改造公共建筑和建设智能电网等可再生能源生产。 
在与能源不直接相关的投资中，58.2万亿韩元将用于数字经济计划。韩国知识经济部预计，到2012年，韩国政府的一项新IT战略项目将使绿色IT和IT产品增加20% 。与此同时，行政安全部已经启动了一个绿色节能计算中心，并制定了促进“节能”的综合计划。通过专业组织，正在进行综合的节能、环保和预算节省程序，以实现能源诊断目的。除了已经讨论过的计划之外，闲置关闭、拆除设备以及“基于绿色的环境改善计划计算中心”的主要内容也将如期进行。

### 能源转型
韩国贸易、工业和能源部 (MOTIE) 声称，为了满足公众对生活、安全和环境的要求，能源转型是必要的。此外，该部还表示，未来能源政策的方向是“从传统能源向安全清洁能源转型”。与过去不同，该政策的基调是将重点放在安全和环境上，而不是供需稳定和经济可行性上，并将对核电和煤炭的依赖转向可再生能源等清洁能源。

### 韩国能源转型进展：政策与计划[53]
| 标题                                                     | 日期          | 内容                                                                                    |
| -------------------------------------------------------- | ------------- | --------------------------------------------------------------------------------------- |
| 能源转型路线图                                           | 2017 年 10 月 | · 逐步淘汰核能的政策方向 · 取消新核反应堆计划，旧反应堆的使用寿命没有延长               |
| 可再生能源3020计划                                       | 2017 年 12 月 | · 改善可再生能源部署的措施 以提高其在发电中的份额到 2030 年将达到 20%（2017 年为 7.6%） |
| 第八次长期基本计划 电力供应与需求                        | 2017 年 12 月 | · 电力设施配置措施 提高环境和安全性能到 2030 年                                         |
| · 能源转型的中长期愿景 关于能源生产、分配， 消费、工业等 | 2018 年 5 月  | · 后续和补充措施 邻近地区（工业、人力资源）逐步淘汰的过程                               |
| 太阳能副作用的解决方案 和风能                            | 2018 年 6 月  | · 解决诸如环境等副作用的解决方案 损害、邻避、房地产投机、消费者损坏等                   |
| 氢经济路线图                                             | 2019 年 1 月  | · 发展氢能产业生态系统，氢能汽车和燃料电池                                              |
| 加强可再生能源 能源竞争力                                | 2019 年 4 月  | · 为国内可再生能源奠定基础，加强其全球竞争力                                            |
| 第三个能源总体规划                                       | 2019 年 6 月  | · 能源转型的中长期愿景，关于能源生产、分配，消费、工业等                                |
| 国家能源计划 效率创新                                    | 2019 年 6 月  | · 能源创新中长期规划2030 年消费结构                                                     |
| 第九次长期基本计划 电力供应与需求                        | 待定          | 待定                                                                                    |
| 第五个国家基本计划 新能源和可再生能源                    | 待定          | 待定                                                                                    |

1981年，韩国一次能源以石油和煤炭为主，其中石油占58.1%，煤炭占33.3%。随着核电和液化天然气比重逐年上升，石油比重逐渐下降。1990年，韩国一次能源结构为石油54%、煤炭26%、核电14%、液化天然气3%、可再生能源3%。后来，随着韩国通过国际合作减少温室气体排放，并提高环境和安全绩效，2017年的一次能源结构为石油40%、煤炭29%、液化天然气16%、核电10%、可再生能源5%。根据2017年底提出的第8个长期电力供需基本计划，核电和煤炭的比重不断下降，而可再生能源的比重不断扩大。
2019年6月，韩国政府确认了第三版能源总体规划，该规划也被称为能源领域的宪法，每五年更新一次。其目标是通过能源转型实现可持续增长并提高生活质量。实现这一目标有五项主要任务。首先，在消费方面，目标是到2040年将能源消费效率提高到2017年的38%，并将能源消费量降低到低于BAU水平的18.6%。其次，在发电方面，任务是通过提高可再生能源在发电中的比重（到2040年达到30~35%）以及逐步淘汰核电和大幅减少煤炭，实现向安全清洁能源结构的过渡。第三，在系统方面，任务是提高可再生能源和燃料电池产生需求的附近分布式发电的比重，并加强地方政府和居民的作用和责任。第四，在产业方面，培育可再生能源、氢能、能效等未来能源产业相关业务，帮助传统能源产业发展高附加值业务，支持核电产业维持主要生态。第五，完善电力、天然气、热力等能源市场体系，促进能源转型；发展能源大数据平台，创造新业务。

### 适应
2023 年，韩国将遭遇特大洪灾，气候变化导致极端天气事件更加频繁，总统尹锡悦提议韩国彻底改革灾害应对措施。

### 教育
韩国有一系列支持环境教育的政策和举措。2008 年，《环境教育促进法》鼓励发展环境教育。该法旨在提高国民环境意识，鼓励人们发展研究和探究技能，并将所学付诸实践。
环境部在其 2011-2015 年环境教育总体规划中提出了通过正规教育、社会环境教育和教育基础设施方法实施环境教育的政策议程。正规教育领域的各种方法包括：
- 将“环境与绿色发展”作为初中和高中课程的选修科目，并在小学课程中融入环境教育；
- 建立自然环境研究学院，为青年提供环境研究互动项目；
- 环境模范学校，旨在展示最佳实践；
- 十所大学参与的“低碳挑战”；
- 为教师提供在职培训，提高其技能，专门从事环境教育。[57]